# Morienval
Morienval is een gemeente in het Franse departement Oise (regio Hauts-de-France). De plaats maakt deel uit van het arrondissement Senlis. Morienval telde op 1 januari 2022 1.055 inwoners.

## Geografie
De oppervlakte van Morienval bedroeg op 1 januari 2022 25,74 vierkante kilometer; de bevolkingsdichtheid was toen 41 inwoners per km².

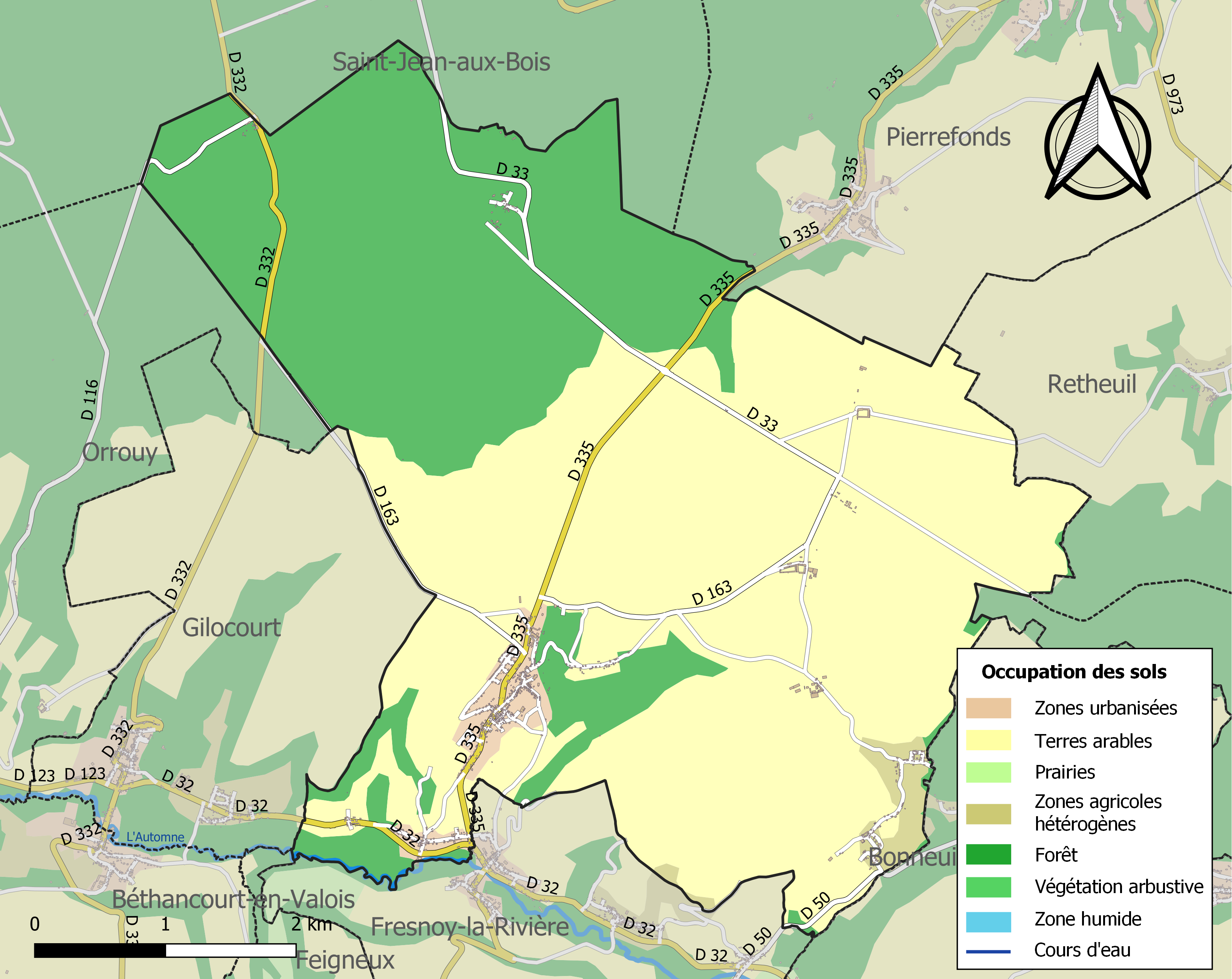
Kaart van de gemeente met belangrijkste infrastructuur, bodemgebruik en omliggende gemeenten

## Demografie
Onderstaande figuur toont het verloop van het inwonertal (bron: INSEE-tellingen).

## Afbeeldingen

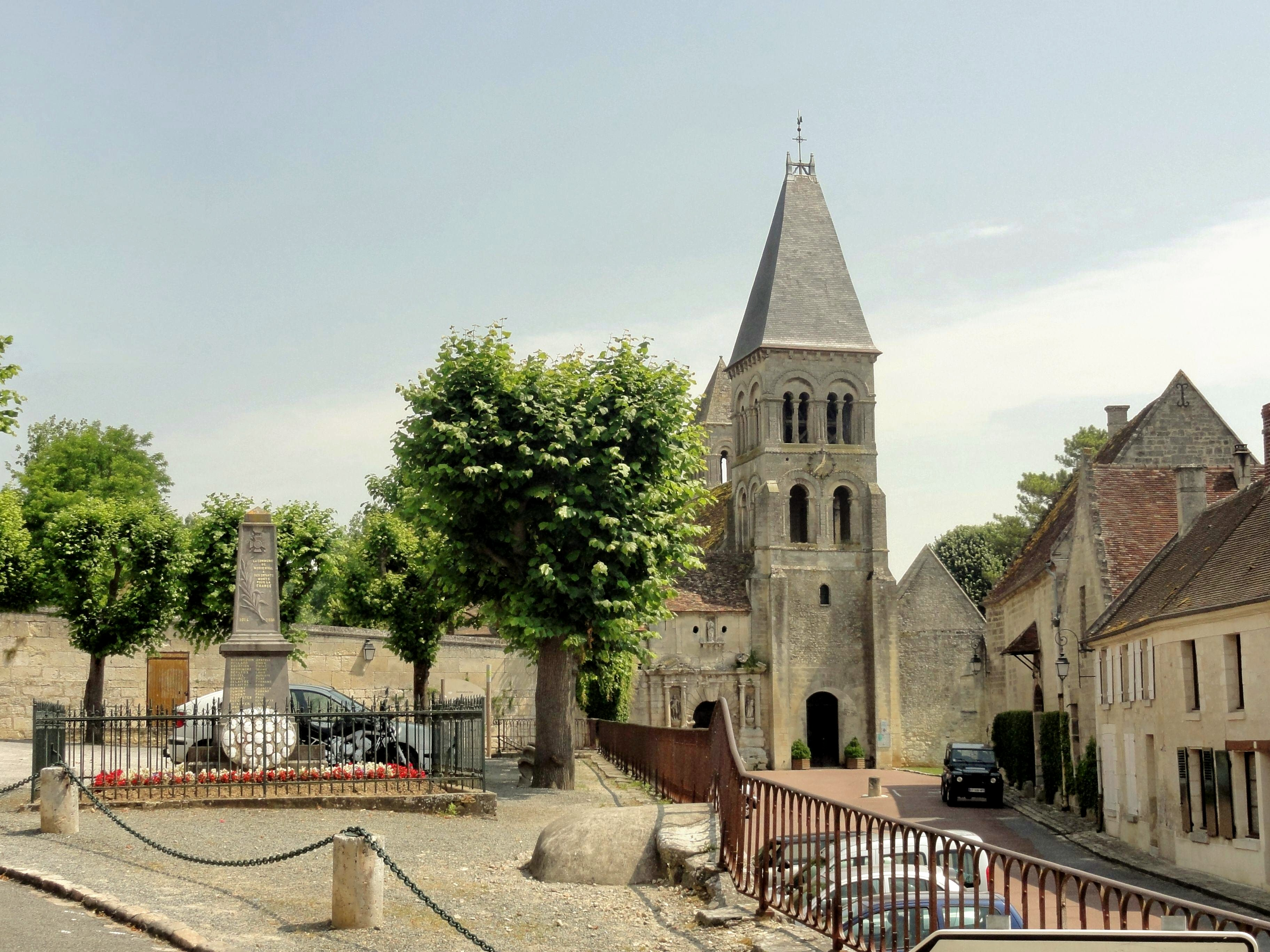
Place de l'Église
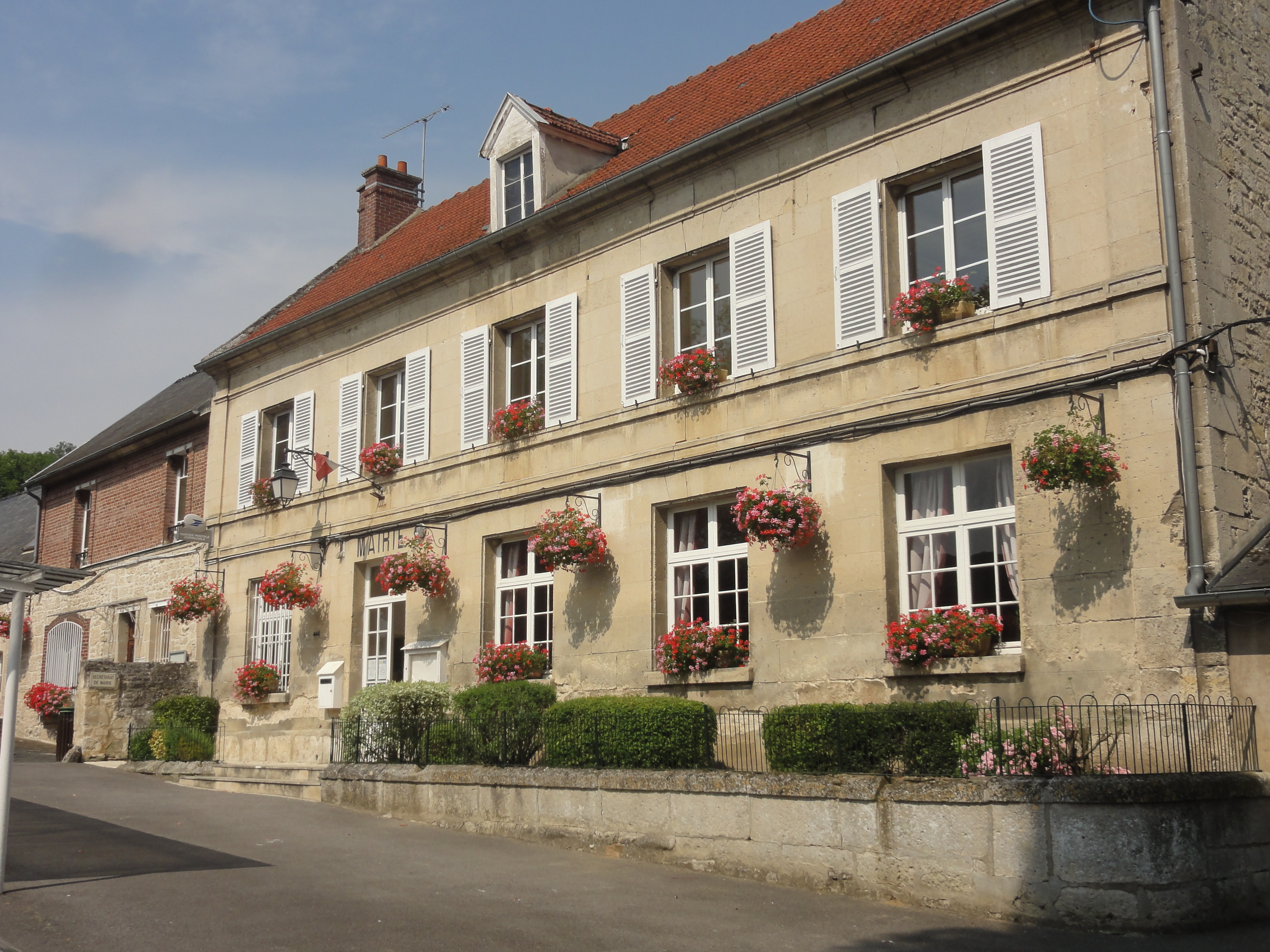
Gemeentehuis
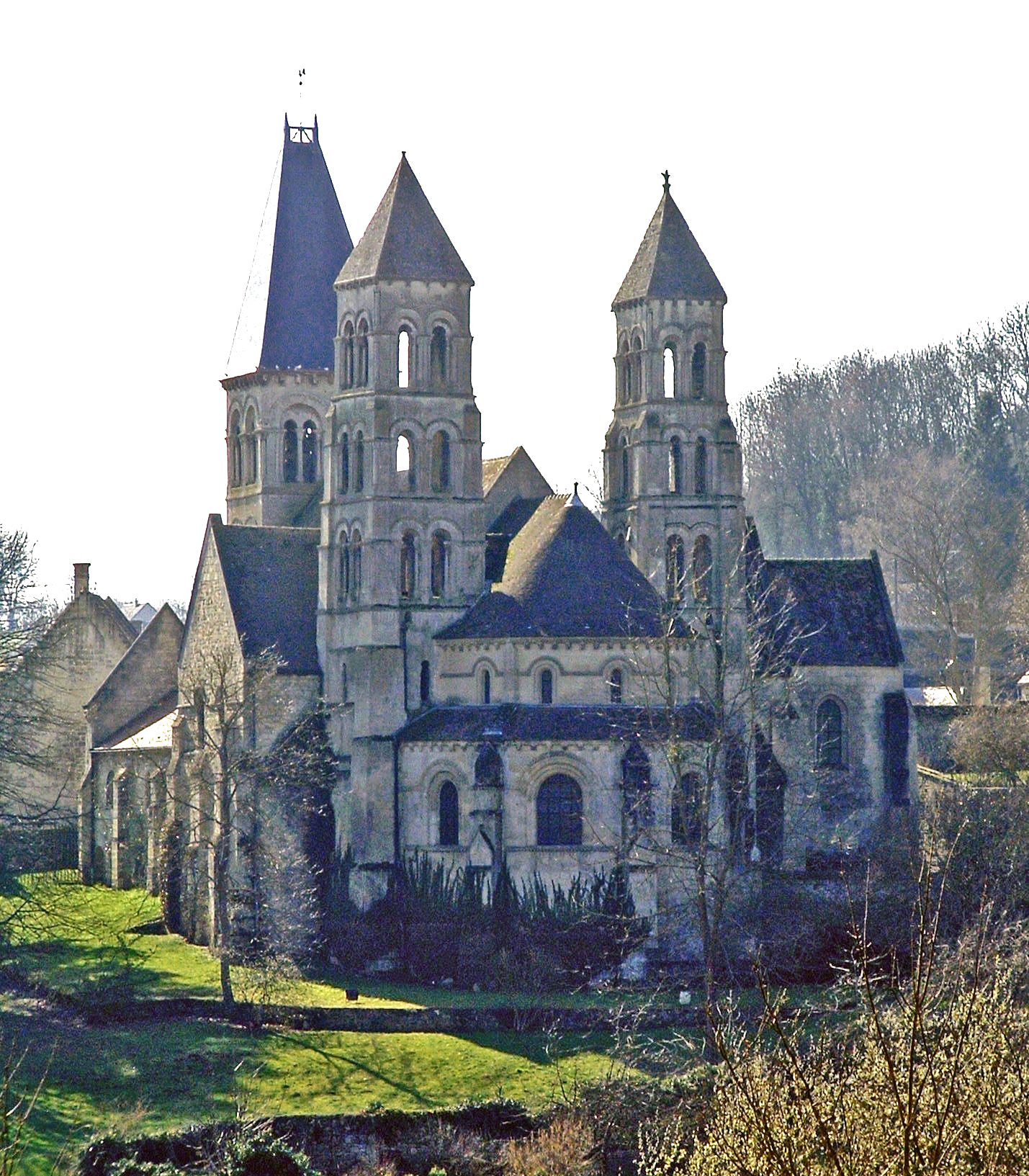
Abbaye de Morienval